# Карі Хухтамо
Карі Хухтамо (фін. Kari Huhtamo; 11 січня 1943, Лапландія — 1 березня 2023, Гельсінкі) — фінський скульптор та художник. Саме йому в 1970-1980-ті роки випала роль реформатора монументальної скульптури Фінляндії.
Карі Хухтамо — уродженець області Лапландія, випускник Академії мистецтв Фінляндії, а нині її дійсний член, лауреат численних премій своєї країни — займає міцне місце в авангарді мистецтва Скандинавії. Його скульптури представлені у всіх значимих музеях мистецтв Фінляндії. У період становлення майстра в його роботах відчувався вплив творів Костянтина Бранкузі, абстракціоністських пошуків Генрі Мура нарівні з досвідом Ганса Арпа і Макса Ернста. У зрілій творчості Хухтамо риси пластики російського конструктивізму і західноєвропейського модернізму (Володимира Татліна, Наума Габо, Александера Колдера) збагатилися ідеями, що змінили світову скульптуру.
Улюблений жанр скульптора — мобілі (рухомі конструкції), часто розміщені в інтер'єрі громадських будівель. З середини 1970-х він працює з великими обсягами, створюючи монументальні композиції на архітектурних фасадах, міських вулицях і на пленері. Складні по конфігурації металеві конструкції, виконані в абстрактному ключі, Хухтамо вміє органічно пов'язати з пейзажем.
Художник широко використовує у скульптурі колір і фактуру, відтіняючи поверхню сталі, нерідко відполірованою до дзеркального блиску, яскравими «емалевими» фарбами. Роблячи ажурні прорізи в сталевих аркушах, розгортаючи форми в просторі навколо осі композиції на кшталт квіткових пелюстків або крони дерева, автор витончено обігрує ефекти світлоповітряного середовища.
Знаковим твором майстра є 15-метровий «Пам'ятник відродженню Лапландії в 1945-55» в місті Рованіємі (1977). Багато робіт присвячені темі північної природи («Дзеркало озера», 1990—1999 роки, «Велике коло західного сонця», 1999, «Кантус Арктіс», 2003, «Чайка», 2009, всі — нержавіюча сталь).
В останні роки при виконанні круглої пластики і рельєфів Карі Хухтамо тісно співпрацює як з архітекторами, так і з інженерами, спеціалістами в галузі комп'ютерних та лазерних технологій. Майстер займається не лише станковою і монументального пластикою, але і живописом, шовкографією, літографією, на основі традиційної фінської техніки створює килими і гобелени.
До ювілею майстра в рідній Фінляндії випустили поштову марку. Скульптури Карі Хухтамо експонувалися в Чехії та Італії, Естонії та Кореї. В 2009 р. близько 40 скульптурних творів Карі Хухтамо, які були доповнені 20 листами малюнків і друкованої графіки експонувалися в Третьяковській галереї.